# Lenguas maláyicas
Las lenguas maláyicas forman una subrama de lenguas austronesias de la rama malayo-sumbawana que incluye el idioma malayo, la lengua nacional de Malasia, Brunéi e Indonesia, el idioma minangkabau de Sumatra central y el iban de Borneo septentrional.
Se cree que la región de origen de las lenguas maláyicas es la región occidental de Borneo, donde todavía se hablan las lenguas ibánicas. La rama malayana, más extensa, representaría una dispersión secundaria más tardía, probablemente desde Sumatra central y tal vez también desde Borneo.
Durante algún tiempo existió cierta confusión sobre la clasificación de algunas lenguas de Dayak, aunque ahora se sostiene que algunas de estas lenguas son del grupo maláyico y otras no. El maláyico de Dayak incluye al ibánico y a otras lenguas de Dayak del grupo maláyico situadas en la esquina noroeste de Kalimantan, entre el ibánico y el malayano.

## Clasificación
La división tradicional[cita requerida] es:
- Lenguas malayanas (minangkabau, malayo)
- Lenguas ibánicas o maláyico de Dayak (Iban y otras lenguas relacionadas)
- Urak Lawoi’

Muchas de las lenguas ibánicas fueron clasificadas inicialmente en un grupo fuera del maláyico.
Por su parte, Adelaar (1993) clasifica las lenguas maláyicas como sigue:
- Proto-maláyico
  - Ibánico
  - (Rama principal)
    - Malayo estándar
    - Minangkabau
    - Malayo medio
    - Banjarés
    - Jakartanés
    - Otras

Nothofer (1988), sin embargo, proporciona esta otra clasificación:
- Proto-maláyico
  - Rejang
  - Embaloh
  - Salako
  - Ibánico-malayano
    - Ibánico
    - Malayano

## Descripción lingüística
El conocimiento extensivo de las lenguas maláyicas ha permitido reconstruir la protolengua que la que derivan denominada proto-maláyico.

### Fonología
El proto-maláyico reconstruido por Willem Adelaar, tiene 19 constantes y sólo 4 vocales:
|             |             | Labial | Alveolar | Palatal | Velar | Glotal |
| ----------- | ----------- | ------ | -------- | ------- | ----- | ------ |
| Oclusiva    | Sorda       | *p     | *t[4]    | *c      | *k    | *ʔ     |
| Oclusiva    | Sonora      | *b     | *d       | *ɟ      | *ɡ    |        |
| Nasal       | Nasal       | *m     | *n       | *ɲ      | *ŋ    |        |
| Fricativa   | Fricativa   |        | *s       |         |       | *h     |
| Líquida     | Líquida     |        | *l       |         | *ʀ    |        |
| Aproximante | Aproximante | *w     |          | *y      |       |        |
| Abertura | Abertura | Anterior | Anterior | Central | Central | Posterior | Posterior |
| -------- | -------- | -------- | -------- | ------- | ------- | --------- | --------- |
| Cerrada  | Cerrada  | *i       | *i       |         |         | *u        | *u        |
| Media    | Media    |          |          | *ə      | *ə      |           |           |
| Abierta  | Abierta  |          |          | *a      | *a      |           |           |
Existen dos diptongos:
- *-ay
- *-aw

### Morfología
Los lexemas del proto-maláyico son básicamnete disilábicos, aunque algunas formas léxicas tienen una, tres o cuatro sílabas. Los lexemas tienen la siguiente estructura silábica:

-  [C V (N)] [C V (N)] [C V (N)] C V C 

Nota: C = consonante, V = vocal, N = nasal